# Keisuke Ogasawara
Keisuke Ogasawara (japanisch 小笠原 佳祐 Ogasawara Keisuke; * 7. Juni 1996 in der Präfektur Yamaguchi) ist ein japanischer Fußballspieler.

## Karriere
Ogasawara erlernte das Fußballspielen in der Jugendmannschaft des Shunan FC und Leone Yamaguchi, in den Schulmannschaften der Shuhominami High School und der Higashi Fukuoka High School sowie in der Universitätsmannschaft der Universität Tsukuba. Seinen ersten Vertrag unterschrieb er 2019 bei Roasso Kumamoto. Der Verein, der in der Präfektur Kumamoto beheimatet ist, spielte in der dritten japanischen Liga, der J3 League. 2021 feierte er mit Kumamoto die Meisterschaft der dritten Liga und den Aufstieg in die zweite Liga. Für Roasso stand er 66-mal in der dritten Liga auf dem Spielfeld. Nach dem Aufstieg wechselte er im Januar 2022 zum Drittligisten Fujieda MYFC. Am Ende der Saison 2022 feierte er mit dem Verein die Vizemeisterschaft und den Aufstieg in die zweite Liga. Im Juli 2024 wechselte er auf Leihbasis nach Sagamihara zum Drittligisten SC Sagamihara.

## Erfolge
Roasso Kumamoto
- Japanischer Drittligameister: 2021  ▲

Fujieda MYFC
- Japanischer Drittligavizemeister: 2022  ▲